# Josef Augst
R.D. Augst Josef (29. ledna 1909 Vratislavice nad Nisou – 18. října 1984 Reihofen) byl kněz německé národnosti působící v litoměřické diecézi.

## Život
Na kněze byl vysvěcen 16. června 1935 v Litoměřicích. Od 1. února 1940 byl ve farnosti Řehlovice administrátorem excurrendo. Za II. světové války byl německými orgány zatčen údajně proto, že nutil děti k účasti na pohřbu jednoho českého faráře a také je nutil k účasti o Božím Těle a na mimořádném vyučování náboženství v kostele. Tím údajně vnášel neklid mezi lid. Na svobodu byl propuštěn z koncentračního tábora v Dachau 4. dubna 1945. Po skončení II. světové války, podle pokynu tehdejšího litoměřického biskupa Webera, jenž dal kněžím německé národnosti svobodnou volbu v této věci, se rozhodl odejít spolu s odsunutými sudetskými Němci, kněžsky působit do Německa. Zde také zemřel.